# Ыхламур

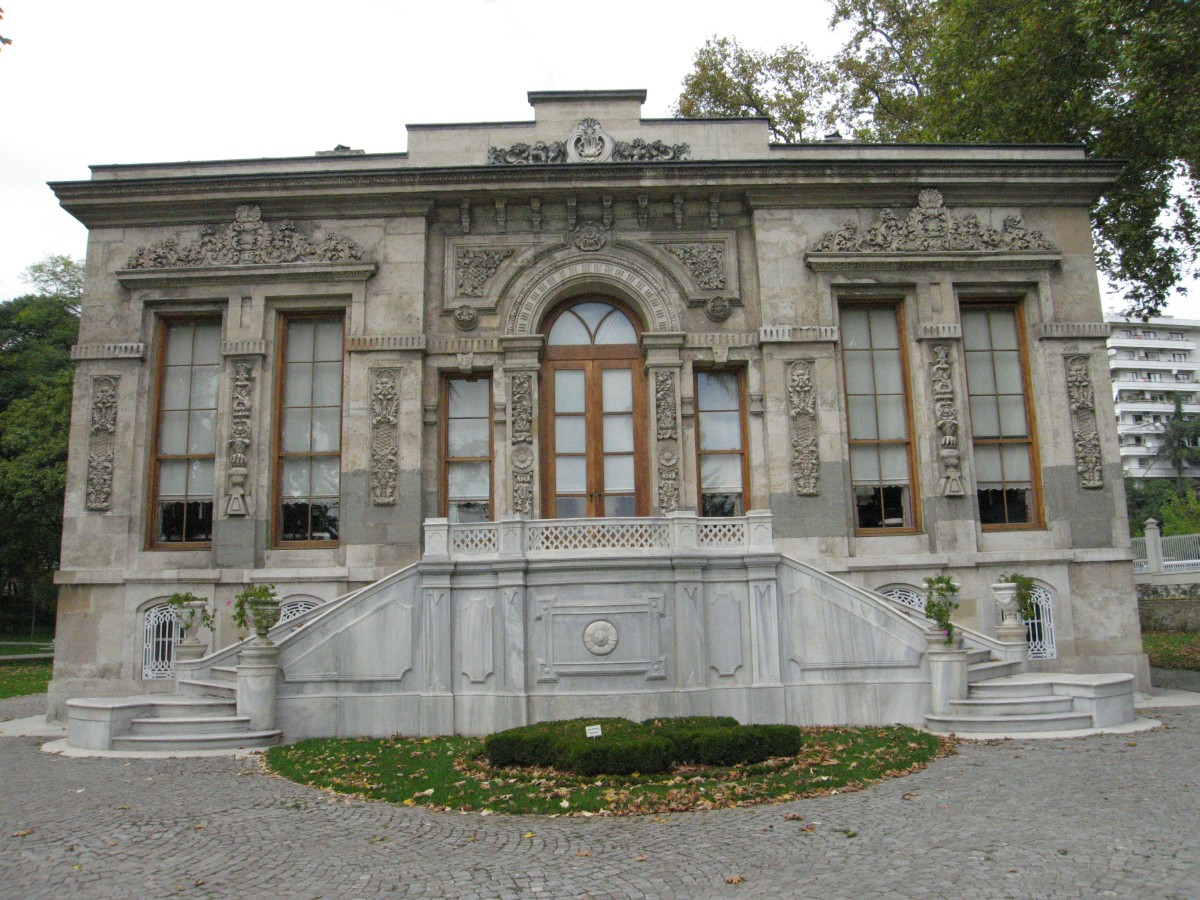
Ыхламур. Майет

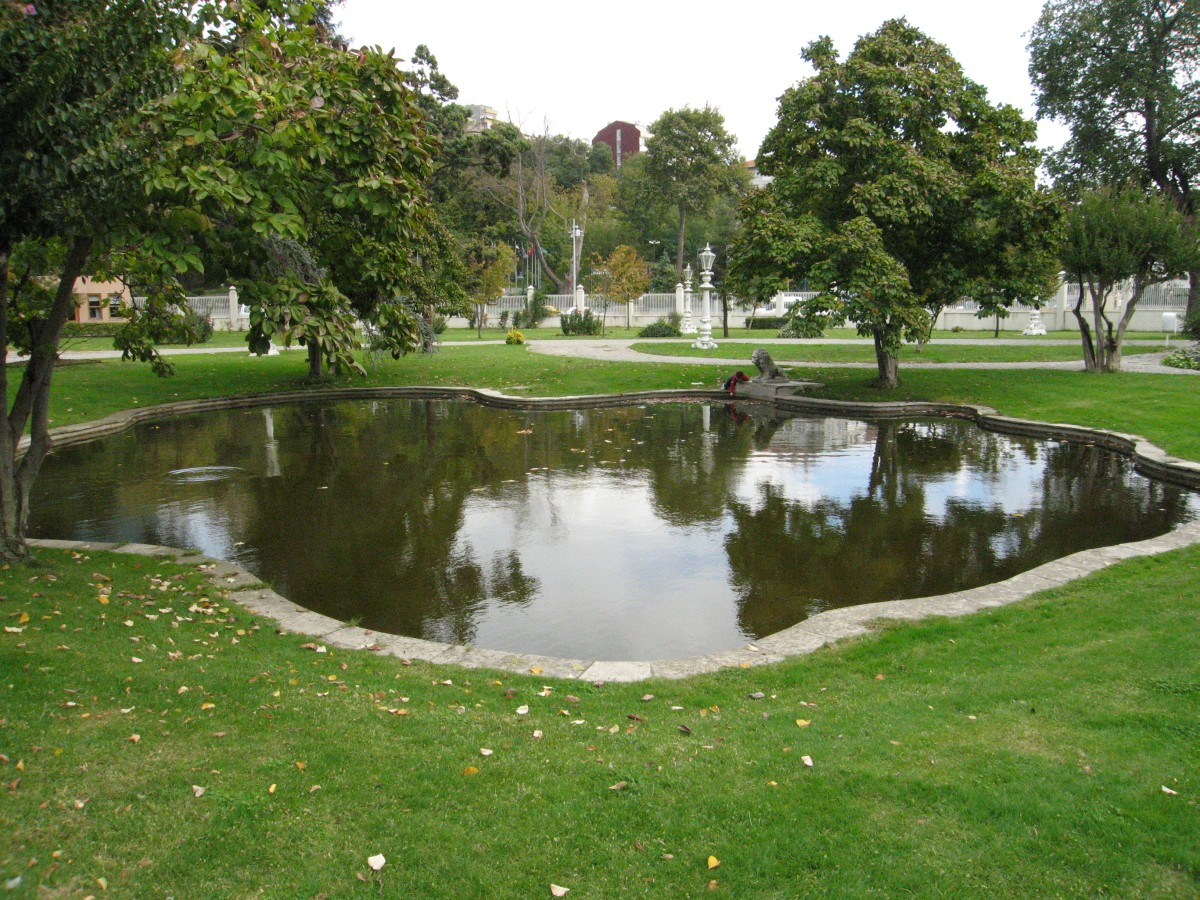
Дворцовый сад

Ыхламур (тур. Ihlamur Kasrı) — дворец в Стамбуле, в Турции, бывшая летняя резиденция султанов Османской империи, расположенная в долине между районами Бешикташ и Нишанташ.

## История
Построен в 1849—1855 годах по повелению султана Абдул-Меджида придворным архитектором Никогосом Бальяном. Дворцовый комплекс состоит из двух зданий: парадного, или церемониального (тур. Merasim Köşkü, Мерасим) и личных покоев, или гаремного (тур. Maiyet Köşkü, Майет). Весь комплекс занимает территорию в 25 га.
Мерасим является главным зданием комплекса. Прямоугольное одноэтажное здание на высоком цоколе с превосходной парадной лестницей и двумя лоджиями по сторонам, построенное из тёсанного камня. Украшено резьбой и отделкой в барочном стиле. Внутренняя отделка выдержана в европейском духе: облицованный фарфоровой плитой камин, расписанный панорамами потолок, хрустальные люстры, европейская мебель, турецкие ковры и вазы. Дворец использовался султанами для приёма важных гостей из-за границы.
Майет устроен скромнее. Это также одноэтажное здание на высоком цоколе с парадной лестницей, украшенное резьбой. В здании четыре комнаты, расположенные в углах. Убранство выдержано в восточном стиле. Особняк использовался, как личные покои султана для его близких друзей и его гарема.

## Строительство
До строительства дворцового комплекса здесь находились другие здания: особняк Хусейна-эфенди, особняки султанов Ахмеда III, Абдул-Хамида I и Селима III — все, построенные в XVIII веке. Их снесли при строительстве дворцов султана Абдул-Меджида. На территории комплекса ещё до его строительства был разбит сад. При султане Абдул-Азизе в саду проводились соревнования по традиционной борьбе (гюлеш), в которых нередко участвовал и сам султан, а также проводились петушиные и бараньи бои.

## Современный статус
Сегодня территория комплекса ограждёна высокими стенами. После образования Турецкой республики дворцы были превращёны в музеи: Маийет в Музей Исторических Особняков, а Мерасим в Музей Эпохи Танзимат. Оба дворца были полностью отреставрированы в 1980-х годах XX века. В 1987 году дворцовый комплекс вновь был открыт для публики.